# Fahrpanzer
Il Fahrpanzer fu un pezzo d'artiglieria mobile corazzato costruito nel periodo antecedente alla prima guerra mondiale, in Germania. Utilizzato in numerose fortificazioni a partire dalla sua messa in servizio nel 1890, fu esportato in numerose altre potenze militari dell'epoca, precedentemente allo scoppio delle ostilità.

## Specificazioni

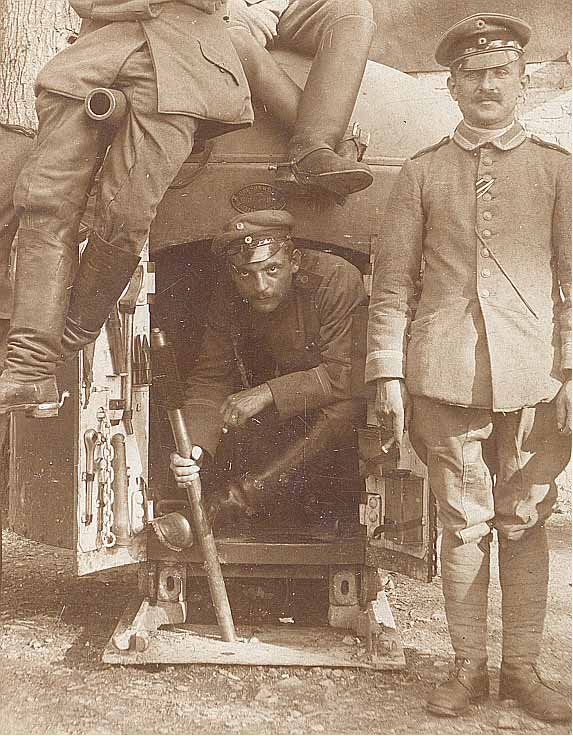
Soldati tedeschi durante la prima guerra mondiale con un Fahrpanzer in posizione

Nasce come variante trasportabile delle più grandi torrette corazzate utilizzate su installazioni navali o postazioni fisse. Il progetto è accreditato a Maximilian Schumann e Hermann Gruson, già progettisti di torrette simili per impiego navale, dal 1878. Da progetto il Fahrpanzer era montato su dei binari a scartamento ridotto (60 cm) vincolato nella sua posizione di combattimento. Quando non in uso veniva spinto indietro in una posizione più protetta per evitare eventuali danneggiamenti durante bombardamenti pesanti. In ogni caso, la costante necessità di nuovi pezzi di artiglieria presso il fronte, fece sì che numerosi esemplari venissero rimossi dalle loro fortificazioni fisse per essere spostati in trincee avanzate.
Per il trasporto su strada, il Fahrpanzer era dotato di un carro (trainato da cavalli) appositamente costruito. Tutti i modelli da esportazione furono venduti provvisti del citato carro da trasporto, e sembra che alcuni esemplari siano rimasti fissati ai loro dispositivi di trasporto durante l'intero arco del loro periodo di servizio. Tutti gli esemplari erano completamente armati e operati da un equipaggio di due persone. La messa in batteria poteva essere effettuata direttamente dai due serventi o eventualmente da altra manodopera stanziata nelle vicinanze.
In ogni caso, l'assenza di qualche di mezzo di propulsione o ricarica delle munizioni mise i suoi utilizzatori a rischio. Il Fahrpanzer potrebbe aver beneficiato di uno sviluppo che soprassedesse questi problemi, ma l'improvvisa comparsa di richieste per veicoli armati autonomamente come i carri armati rese il concetto di questa piccola postazione corazzata, obsoleto in breve tempo. Un'illustrazione del periodo mostra chiaramente alcuni Fahrpanzer a controllo remoto, equipaggiati con mitragliatrici. Sebbene si abbiano le prove della sua esistenza, nessun tipo di riscontro è stato ritrovato per suggerire che abbiano superato la fase di prototipo.
L'armamento, principale e unico, consiste in un cannone a tiro rapido Gruson calibro 5.3, con un alzo i +10° e una depressione di 5°, montato su una torretta corazzata rotante di 360°. Il cannone sparava munizioni a cartoccio-proietto del peso di 1,75 kg, con una velocità di volata di 495 m/s, per un massimo di 30 colpi/minuto. I colpi erano ricaricati dall'interno dai due uomini dell'equipaggio, completamente protetti dalla corazzatura, almeno fin quando vi erano munizioni disponibili. Sebbene l'idea sembrasse valida, in pratica il fuoco del cannone destabilizzava l'intero insieme (specialmente se posizionato in terreno non preparato), riducendone l'accuratezza di tiro.

## Impiego estero

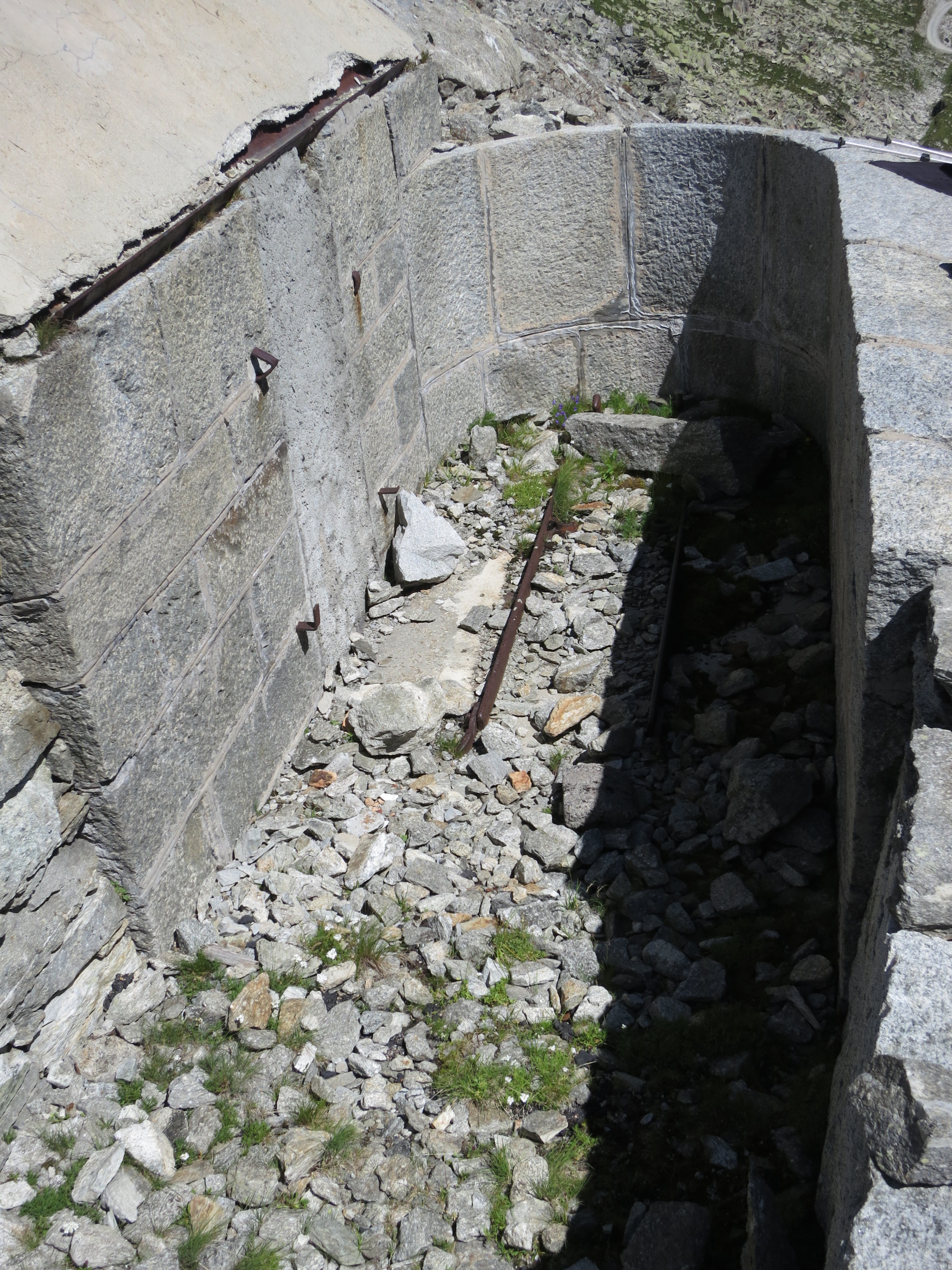
Una postazione protetta di Fahrpanzer con binari, come prevedeva la prima versione, presso il forte svizzero di Stöckli

Sebbene esportato in numerose nazioni, i lotto più importante fu senza dubbio consegnato alla Romania. L'allora regno acquisto 334 Gruson Fahrpanzern, calibro 53 mm. Inizialmente dispiegati sulla linea Siret, presso Focşani (15 batterie da 6 torrette ognuna), Nămoloasa (24 batterie di 3-5 torrette), Galati (30 batterie di 6 torrette e 10 batterie di 3) e Brateş (10 torrette). Le teste di ponte presso Cernavodă e Turtucaia (non facenti parte della linea difensiva) erano equipaggiate con 28 torrette, mentre presso Silistra ve ne erano 17. Questi cannoni rimasero nelle loro posizioni originali per circa vent'anni, prima di venir convertite in cannoni per il supporto della fanteria (tra il 1914 e il 1916), venendo montati su dei carri costruiti in loco. Successivamente alcuni furono trasformati in cannoni anti aerei.
Il fahrpanzer fu utilizzato anche in numerose installazioni alpine fisse, nel ridotto nazionale, sistema di fortificazioni al confine della Svizzera.

## Esemplari supertiti
Il Fahrpanzer in esposizione presso il museo dell'esercito a Bruxelles, è stato per lungo tempo annoverato come unico esemplare restante, sebbene immagini di Fahrpanzer restaurati possono essere trovati in paesi come Bulgaria, Grecia, Francia, e Sud America. è possibile osservare alcuni esemplari anche presso il museo dell'esercito polacco e anche presso il museo della tecnica militare polacca, entrambi ubicati a Varsavia. Vi è almeno un esemplare locato presso Vina del Mar, in una spiaggia nei dintorni di Valparaíso, nel museo dell'artiglieria navale.

## Riferimenti Letterari
- Maximilian Schumann (Ufficiale ingegnere, Erfinder): Die Bedeutung drehbarer Geschützpanzer (Panzerlaffeten) für permanente Befestigung. 2 Bände, Potsdam 1885
- Julius von Schütz (Ingegnere presso le officine Grusonwerke): Die Panzerlaffeten auf den Schiessplätzen des Grusonwerkes bei Magdeburg-Buckau und Tangermünde. Zweite vervollständigte Auflage 1889